# Pugons
Els pugons o afídids (Aphididae) són una família d'insectes hemípters del subordre dels esternorrincs. Són de mida reduïda i es reprodueixen molt ràpidament. Xuclen la saba floemàtica de les plantes, especialment de les fulles més joves, provocant l'enrotllament de la fulla. Alguns són greus plagues per a les plantes cultivades.
Diferents tipus de formigues recullen la secreció d'aigua amb un alt contingut de sucre que el pugons excreten per la part posterior de l'abdomen (ho fan per poder alliberar part de l'aigua i sucre que xuclen, ja que si conservessin tot el sucre contingut en el líquid floemàtic que absorbeixen, tindrien greus problemes degut a la pressió osmòtica). Per aquest motiu, algunes formigues acostumen a mantenir colònies de pugons als seus formiguers durant l'hivern per a dur-los a "pasturar" als brots tendres diferents espècies vegetals, incloses moltes hortalisses a partir del bon temps primaveral.
Quasi totes les plantes de l'hort són sensibles a patir l'atac dels pugons. La primera manera de combatre'ls és raspallant les fulles. Una altra forma d'actuar és l'aplicació de sabó potàssic. En casos extrems existeixen en el mercat insecticides naturals a base de rotenona o piretrina. Una de les malalties que poden transmetre és la tristesa dels cítrics que afecta els arbres que produeixen cítrics.

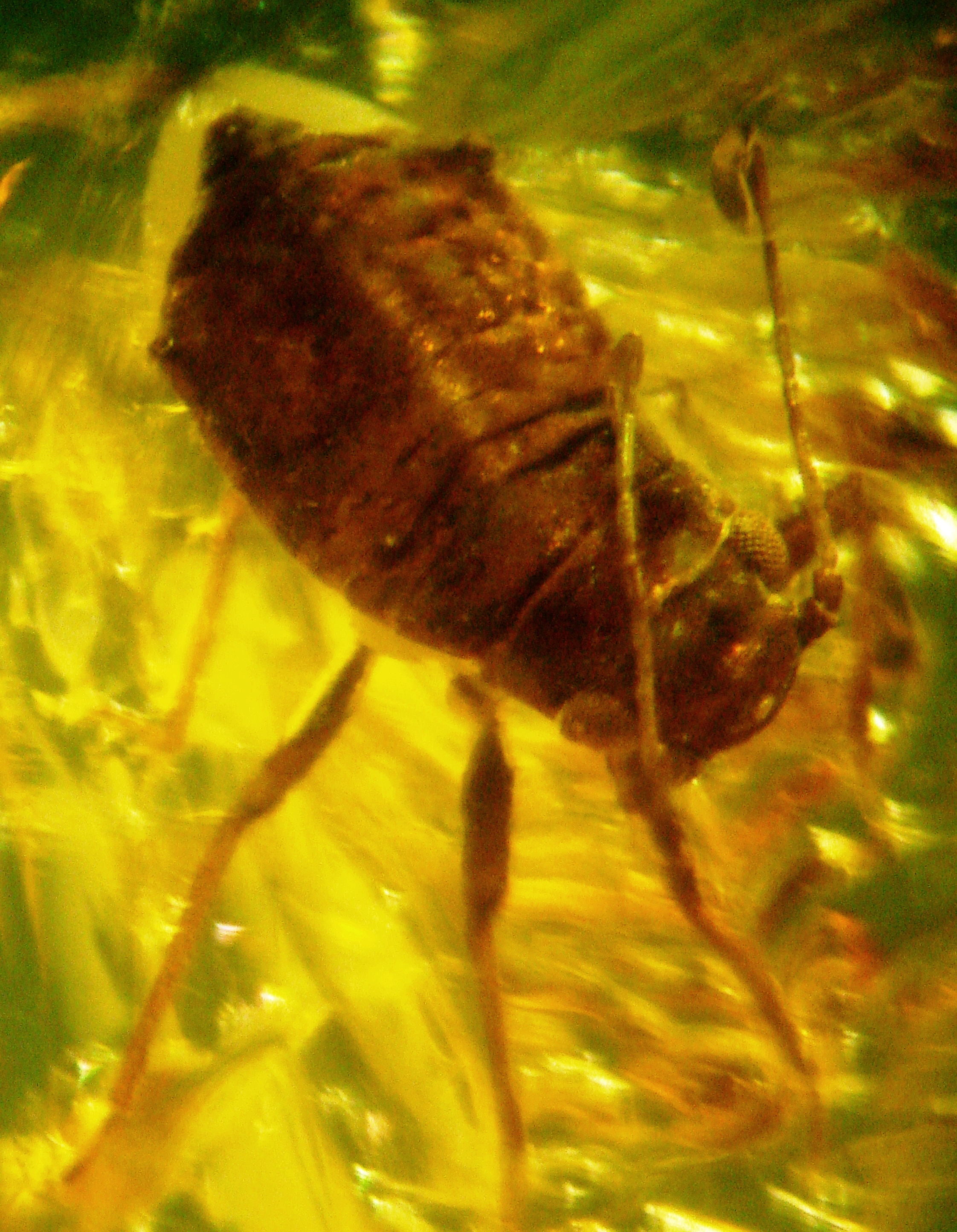
Pugó en ambre

## Gèneres
- Acyrthosiphon
- Allocotaphis
- Amphorophora
- Anoecia
- Anuraphis
- Aphidounguis
- Aphidura
- Aphis
- Asiphonaphis
- Astegopteryx
- Aulacorthum
- Betacallis
- Betulaphis
- Boernerina
- Brachycaudus
- Brachycolus
- Brachycorynella
- Brachysiphoniella
- Brevicoryne
- Brevisiphonaphis
- Calaphis
- Callipterinella
- Callipterus
- Capitophorus
- Cavariella
- Cerataphis
- Ceratovacuna
- Cervaphis
- Chaetomyzus
- Chaetosiphon
- Chaitophorus
- Chaitoregma
- Chromaphis
- Cinara
- Clethrobius
- Clydesmithia
- Coloradoa
- Cornaphis
- Cryptomyzus
- Crypturaphis
- Doralis
- Doraphis
- Drepanaphis
- Drepanosiphoniella
- Drepanosiphum
- Dysaphis
- Eomacrosiphum
- Epipemphigus
- Ericolophium
- Eriosoma
- Essigella
- Euceraphis
- Eulachnus
- Eumyzus
- Eutrichosiphum
- Fimbriaphis
- Forda
- Fullawaya
- Geopemphigus
- Glyphina
- Gootiella
- Greenidea
- Grylloprociphilus
- Hamamelistes
- Hannabura
- Hayhurstia
- Hormaphis
- Hyadaphis
- Hyalomyzus
- Hyalopterus
- Hyperomyza
- Hyperomyzus
- Hysteroneura
- Illinoia
- Indiaphis
- Indomasonaphis
- Ipuka
- Kakimia
- Lachnus
- Laingia
- Lambersaphis
- Latgerina
- Lipaphis
- Longicaudus
- Longistigma
- Macromyzus
- Macrosiphoniella
- Macrosiphum
- Maculolachnus
- Masonaphis
- Matsumuraja
- Megoura
- Melanaphis
- Melanocallis
- Mermitelocerus
- Mesocallis
- Metopeurum
- Metopolophium
- Micromyzodium
- Micromyzus
- Microsiphum
- Mimeuria
- Mollitrichosiphum
- Monaphis
- Monellia
- Mordvilkoja
- Mutillaphis
- Myzaphis
- Myzus
- Nagoura
- Nearctaphis
- Neoacyrthosiphon
- Neobetulaphis
- Neocranaphis
- Neomyzus
- Neopemphigus
- Neophyllaphis
- Neoprociphilus
- Neopterocomma
- Neotoxoptera
- Neuquenaphis
- Nippolachnus
- Nipponaphis
- Oestlundiella
- Orygia
- Ovatus
- Pachypappa
- Pachypappella
- Pachysphinx
- Paducia
- Panaphis
- Paoliella
- Paracolopha
- Paramoritziella
- Paraprociphilus
- Patchiella
- Pemphigus
- Pentalonia
- Pergandeida
- Periphyllus
- Phloeomyzus
- Phorodon
- Phyllaphis
- Platyaphis
- Pleotrichophorus
- Plocamaphis
- Prociphilus
- Protrama
- Pseudaphis
- Pseudasiphonaphis
- Pseudocercidis
- Pseudopterocomma
- Pseudoregma
- Pterocallis
- Pterochloroides
- Pterocomma
- Pyrolachnus
- Radisectaphis
- Reticulaphis
- Rhodobium
- Rhopalosiphoninus
- Rhopalosiphum
- Sanbornia
- Sappaphis
- Schizaphis
- Schizolachnus
- Schizoneurella
- Schoutedenia
- Semiaphis
- Shenahweum
- Shizaphis
- Sinomegoura
- Sitobion
- Stomaphis
- Symydobius
- Takecallis
- Taoia
- Taxodium
- Tetraneura
- Thecabius
- Therioaphis
- Thoracaphis
- Tinocallis
- Tinocalloides
- Toxoptera
- Trama
- Trichaitophorus
- Trifidaphis
- Tuberocephalus
- Tuberolachnus
- Tubicauda
- Uroleucon
- Vesiculaphis
- Wahlgreniella
- Yamatocallis
- Yamatochaitophorus